# توماس فريدريك أندرسون
توماس فريدريك أندرسون (بالإنجليزية: Thomas Frederick Anderson)‏ هو نقابي نيوزيلندي، ولد في 30 ديسمبر 1888، وتوفي في 22 سبتمبر 1964.